# Любимовка (Фатежский район)
Люби́мовка — деревня в Фатежском районе Курской области. Входит в состав Солдатского сельсовета.

## География
Расположена в 12 км к юго-западу от Фатежа на левом берегу реки Руды, напротив впадения в неё ручья Журавчика. Высота над уровнем моря — 172 метра. Ближайшие населённые пункты — деревни Репринка и Рудка. В южной части деревню пересекает балка Овинный Лог. К югу от Любимовки находится урочище Отрезное.
Климат
Любимовка, как и весь район, расположена в поясе умеренно континентального климата с тёплым летом и относительно тёплой зимой (Dfb в классификации Кёппена).
Часовой пояс
Деревня Любимовка, как и вся Курская область, находится в часовой зоне МСК (московское время). Смещение применяемого времени относительно UTC составляет +3:00.

## История
Возникла во второй половине XIX века. По данным на 1900 год входила в состав Дмитриевской волости Фатежского уезда. Население деревни было приписано к приходу Покровского храма села Алисово-Покровское. В 1900 году в деревне проживало 274 человека (119 мужского пола и 155 женского), а в 1905 году — 250 человек (118 мужского пола и 132 женского). 
В советское время Любимовка стала административным центром Любимовского сельсовета. В 1934 году здесь была образована сельскохозяйственная артель «Заря Мировой Революции» («ЗМИР»). В 1937 году в деревне было 84 двора, действовала больница. С середины 1930-х годов местный колхоз носил название имени XVII Партсъезда (председатели Егоров Стефан Алексеевич, Ерёмина Прасковья Ефимовна). Во время Великой Отечественной войны, с октября 1941 года по февраль 1943 года, деревня находилась в зоне немецко-фашистской оккупации. В июне 1950 года любимовский колхоз имени XVII Партсъезда был присоединён к более крупной артели имени Свердлова (центр в п. Красивый).
В 2010 году, с упразднением Любимовского сельсовета, была передана в состав Солдатского сельсовета. В 2012 году деревня была газифицирована. В 2013 году в Любимовке было 33 двора.

## Население
| Годы      | 1900 | 1905 | 1981 | 1989 | 2002 | 2010 |
| --------- | ---- | ---- | ---- | ---- | ---- | ---- |
| Население | 274  | 250  | ≈160 | 107  | 64   | ↘41  |

## Исторические фамилии
Боголюбовы, Голубчиковы, Гришины, Демидовы, Денисовы, Егоровы, Лобзовы, Лукьяновы, Савины, Ситниковы, Чиненковы и другие.

## Персоналии
- Евдокимов, Николай Егорович (р. 1937 г.) — живописец, член Союза художников СССР, России. Родился в Любимовке.
- Колтаков, Константин Семёнович (1917—?) — зональный секретарь Фатежского райкома ВКП(б) по Жировской зоне. Родился в Любимовке.

## Образование
В деревне действует МОУ «Любимовская основная общеобразовательная школа». В деревне 41 дом.

## Транспорт
Любимовка находится в 10,5 км от автодороги федерального значения М2 «Крым» (Москва — Тула — Орёл — Курск — Белгород — граница с Украиной) как часть европейского маршрута E105, в 9 км от автодороги регионального значения 38К-038 (Фатеж — Дмитриев), в 0,6 км от автодороги межмуниципального значения 38Н-679 (38К-038 — Солдатское — Шуклино), на автодороге 38Н-680 (38Н-679 — Алисово), в 30,5 км от ближайшего ж/д остановочного пункта 552 км (линия Навля — Льгов I).
В 162 км от аэропорта имени В. Г. Шухова (недалеко от Белгорода).